# Fabriciana nonargentata
Fabriciana nonargentata är en fjärilsart som beskrevs av Matsumura 1929. Fabriciana nonargentata ingår i släktet Fabriciana och familjen praktfjärilar. Inga underarter finns listade i Catalogue of Life.